# Zouheir M'dhaffer
Zouheir M'dhaffer (arabe : زهير المظفر), né le 20 décembre 1948 à Sfax, est un universitaire et homme politique tunisien. Il est ministre délégué auprès du Premier ministre Mohamed Ghannouchi, chargé de la Fonction publique et du Développement administratif, entre 2010 et 2011.

## Biographie

### Études
Zouheir M'dhaffer obtient un baccalauréat option littérature en 1968, puis entreprend des études de droit et décroche une agrégation et un doctorat.

### Carrière professionnelle
Il devient professeur assistant en droit à l'université de Tunis, à partir de 1974, professeur agrégé en droit public et en sciences politiques à partir de 1982, puis professeur d'université à partir de 1986. Il est président du Conseil constitutionnel entre 1992 et 1995, directeur général de l'Institut tunisien d'études stratégiques entre 1999 et 2004 et président de la Cour juridictionnelle du Maghreb à partir de 2003.

### Carrière politique
Zouheir M'dhaffer devient brièvement ministre des Domaines de l'État et des Affaires foncières, ainsi que ministre délégué auprès du Premier ministre, chargé de la Fonction publique et du Développement administratif, entre 2010 et 2011, dans le premier gouvernement Ghannouchi qui termine son mandat avec la révolution de 2011.

## Vie privée
Zouheir M'dhaffer est marié et père de trois enfants.

## Décorations
- Commandeur de l'ordre de la République[1]
- Commandeur de l'ordre du 7-Novembre[1]